# Pieve di Santa Maria e San Giovanni Battista
La pieve di Santa Maria e San Giovanni Battista si trova a Pugnano nel comune di San Giuliano Terme, lungo l'antica via Aemilia Scauri, poi conosciuta come via Julia Augusta ed infine strada statale 12 dell'Abetone e del Brennero.

## Storia e descrizione
Attestata fin dal 1069, l'austera pieve sorgeva lungo l'antica via pedemontana che univa Pisa e Lucca, ed oltre al numerose chiese suffraganee, da essa dipendeva anche il vicino monastero femminile di San Paolo.
L'attuale impianto a due navate, di cui solo la maggiore absidata, è il risultato di un ampliamento,di un precedente edificio avvenuto tra il XII ed il XIII secolo. 
Separata dalla chiesa sorgeva una imponente torre medievale, adattata successivamente a torre campanaria, che durante gli eventi bellici, nel 1944, venne minata dai tedeschi in fuga verso il nord, con l'intenzione di bloccare con le macerie la strada.
L'operazione non ebbe buon fine perché le macerie caddero sull'antica Pieve sfondandone in parte il tetto e producendo all'interno abbastanza sconquasso e distruzione dell'apparato settecentesco.
Nella ricostruzione post-bellica fu conseguenzialmente optato di riportare la pieve alle linee medievali, la torre fu ricostruita in pietra e mattoni a vista qual campanile munito di due grandi campane fuse da Luigi Magni di Lucca.

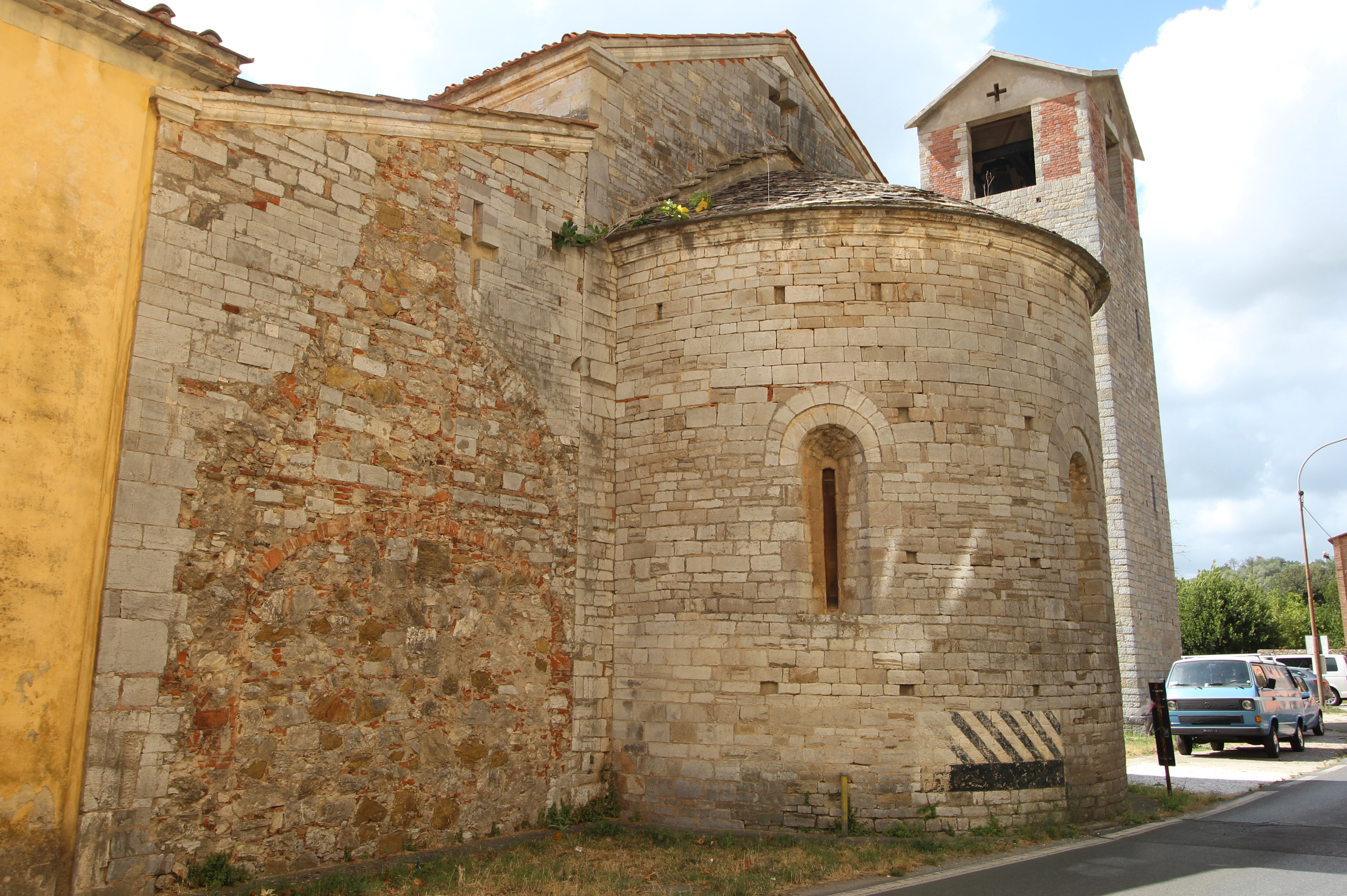
L'abside

All'interno, si conservano due importanti opere trecentesche: un crocifisso ligneo di scuola pisana e un dipinto su tavola,  Madonna col bambino di Neruccio di Federigo, di cui attualmente, per il culto,  è esposta una copia,  essendo la tavola dipinta custodita in altra località.
Localmente, e nella Valdiserchio, l'immagine è conosciuta come Madonna delle Grazie detta  "della scapigliata", secondo una tradizione che lega questa venerata immagine alla fine della peste in quel territorio. Nel XVIII secolo, seppur in anno non ben identificato,  ad una donna,  della famiglia Cacianti, madre di molti figli apparve,in una casa  - nella campagna, oltre il fosso, fra Pugnano e Colognole  - una bella signora, o un angelo, che preannunciò la fine della peste, e quindi la salvezza per i figli ammalati. L'apparizione invitò la donna ad uscire velocemente per andare all'antica Pieve per ringraziare la Madonna, cosa che ella fece uscendo di casa "scapigliata", ovvero senza il velo che, a quei tempi, faceva parte dell'abbigliamento tipico delle donne sposate.
La Madonna "della scapigliata" viene festeggiata tradizionalmente il 5 maggio di ogni anno: con una processione notturna vigiliare fino ad un'immaginetta, lungo il fosso,  memoria di detto miracolo; la celebrazione di una S.Messa per ringraziamento e ricordo;  la processione del tardo pomeriggio detta "dei bambini", cui partecipano anche molti fedeli provenienti da altre località della Valdiserchio e della vicina Lucchesia.
La chiesa in epoche più recenti, negli anni cinquanta del decorso secolo,  è stata arricchita con una Via Crucis in terracotta (opera del prof. Antonio Fascetti)  e, recentemente con un piccolo ambone, opera dell'artista Paolo Pisano (al secolo Paolo Rossi).